# Need for Speed: Underground
Need for Speed: Underground – gra komputerowa, w której zadaniem gracza jest rozgrywanie wyścigów samochodowych. Wyprodukowana została przez EA Black Box a wydana w 2003 przez firmę EA Games. Jest kolejną częścią serii gier komputerowych Need for Speed. W 2004 wydana została druga część gry – Need for Speed: Underground 2. Odzwierciedlenie realizmu w grze (tuningowanie samochodów, nielegalne wyścigi ulicami miasta) inspirowane było filmem Szybcy i wściekli oraz jego sequelem Za szybcy, za wściekli.

## Fabuła
W przeciwieństwie do poprzednich gier z cyklu, w tej istnieje wątek fabularny. Z początku nie mamy żadnych sprzymierzeńców i musimy zebrać odpowiednią reputację, żeby zacząć walkę o pozycje w rankingach. W trakcie gry, awansowania w rankingach i trafiania na okładki magazynów oprócz zwykłych wyścigów (circuit, sprint, drag i drift), eliminacji (lap knock-out) oraz mistrzostw (tournament) pojawiają się nam możliwości wzięcia udziału w próbie czasowej (time trial). Czasem możemy odrzucić propozycję wzięcia udziału w takim wyścigu, jednak nie jest to dla nas opłacalne, gdyż za zwycięstwo dostajemy część, której normalnie nie możemy kupić. Takie wyzwania rzucają tylko dwaj kierowcy: Samantha, będąca naszym pierwszym sprzymierzeńcem i TJ. Gdy uda nam się wygrać wyzwanie Samanthy, zainstaluje ona unikatową część wyglądu w naszym aucie, jeśli przejdziemy natomiast wyzwanie TJ-a, dostaniemy od niego jedną unikatową część wpływającą na osiągi naszego auta. Im wyżej będziemy w rankingu, tym bardziej Eddie (król wyścigów ulicznych) będzie się denerwował. Po pewnym czasie zaproponuje nam wyścig o Samanthę, przez co ona się na nas wścieknie. W ten sposób dochodzi do wyścigu z nią, po wygraniu którego jej samochód zostanie odholowany przez TJ-a. Jak już bardzo zbliżymy się do Eddiego, on wystawi do wyścigu swoich trzech najlepszych kierowców w dwóch mistrzostwach. Pierwsze z nich będą na zamkniętych trasach (circuit), a drugie (dopiero po kilku innych wyścigach) to wyścigi od A do B (sprint). Gdy już dojdziemy do pierwszych pozycji we wszystkich rankingach, TJ stanie przeciwko nam, w wozie Samanthy, który został przez niego dużo ulepszony. Gdy go pokonamy, Samantha podziękuje nam za odzyskanie jej samochodu i w zamian za to zaoferuje nam unikalną modyfikację karoserii, a Eddie w końcu stanie do wyścigu z nami. Po pokonaniu go stajemy się nowym królem nielegalnych wyścigów i czeka nas ostatni wyścig, aby udowodnić, że jesteśmy najlepsi. Ten wyścig stoczymy z Melissą, dziewczyną z okładki Stuff Magazine, która pozowała przy naszym aucie.

## Rozgrywka

### Mechanika
Gra rozpoczyna się od intra, w którym zawodowy kierowca informuje graczy o niebezpieczeństwie, jakie niesie ze sobą jazda z ogromną prędkością w mieście. Doradza, że gdy chcemy odreagować czy podnieść poziom adrenaliny, powinniśmy zagrać w grę, a nie ryzykować życie swoje i innych. Po załadowaniu menu głównego tworzymy swój profil i przystępujemy do zabawy: możemy prowadzić wyścigi na kilku odblokowanych trasach różnych dostępnych trybów, szlifując swoje umiejętności, bądź przejść od razu do trybu kariery Underground – na początku musimy pokazać, że potrafimy jeździć, następnie wybieramy swój samochód i rozpoczynamy prawdziwą rozgrywkę. Do pokonania jest 119 map z każdego trybu gry, rozgrywane są także turnieje (przejechanie z rzędu kilku tras danego trybu). Zadaniem gracza jest zwycięstwo we wszystkich wyścigach – za każdą wygraną jesteśmy honorowani: odblokowujemy dodatkowe trasy, samochody, części do tuningu itd. Podczas jazdy gracz otrzymuje punkty stylu (m.in. za poślizgi, lot, drobne otarcia, stosowanie skrótów itd.), a gdy zbierze się ich odpowiednio dużo, również otrzymujemy nagrodę: przeważnie są to winyle i inne akcesoria służące do poprawy wizualnego wizerunku samochodu. Aby zaliczyć mapę, należy zająć pierwsze miejsce w danym wyścigu. Zajęcie innego miejsca niż pierwsze dopuszczalne jest jedynie w turniejach. Trasy posiadają różne rodzaje trudności, gracz przed wyścigiem sam ustala, na jakim poziomie chce zagrać – im wyższy poziom, tym wyższe jest honorarium za wygraną. Pewnym minusem jest to, że honorariów po pewnym czasie nie ma na co przeznaczać – nawet grając ciągle o minimalne stawki, pieniędzy wystarczy na całkowite stuningowanie samochodu, a pozostałych pieniędzy nie da się wykorzystać. Wygrane w wyścigach podnoszą popularność bohatera, który staje się coraz bardziej poważany w środowisku. Za dobre wyniki pojawia się on na okładkach magazynów o tematyce motoryzacyjnej i tuningowej, znajduje się również coraz wyżej w rankingu najlepszych zawodników. Dodatkowo dzięki wygranym w wyścigach odblokowujemy stuningowane już samochody specjalne dostępne tylko w trybie quick race: Nismo, Petey Pablo car, Rob Zombie, Mystikal, Lostprophets.
Wyścigi zawsze rozgrywają się nocą na ulicach wielkiego miasta. W grze przemoc nie jest kierowana bezpośrednio wobec ludzi – nawet w centrum metropolii gracz nie zobaczy żadnego pieszego. Na początku dostępnych jest jedynie kilka tras, w miarę pokonywania kolejnych etapów gry odblokowywane są następne. Dla każdego trybu wytyczono inne trasy – dla trybów circuit, sprint, knock out i time-trial przeznaczone są duże przestrzenie miasta, dla driftu – zamknięty tor, a dla dragu – krótki odcinek prostej. W mieście przyjdzie nam ścigać się w kilku rodzajach dzielnic, m.in. po centrum z wieżowcami, Chinatown, wysypisku i porcie, które przeplatają się ze sobą. Mimo iż wyścigi rozgrywają się nocą, czasem na ulicach panuje spory ruch, a na trasie rosną drzewa, stoją latarnie, budynki, mury i inne przeszkody, co utrudnia wyścig – uderzenie w coś powoduje utratę prędkości, często nawet prowadzenia, dodatkowo odbierane są nam punkty za styl, dlatego należy unikać kolizji. W wypadku zderzenia pomocny jest podtlenek azotu. Znaczną utratę prędkości powoduje zderzenie z przypadkowym samochodem, uderzanie w samochód przeciwnika i przepychanki z nim są jak najbardziej pożądane (można zepchnąć go na przeszkodę albo zebrać za to dodatkowe punkty stylu), a nasza prędkość spada nieznacznie.

### Tryby gry
W grze występuje siedem trybów rozgrywek, aby ukończyć grę w całości, gracz musi opanować wszystkie:
- circuit – standardowy wyścig, rozgrywany na zamkniętej trasie, należy wykonywać wokół niej okrążenia
- drag – w wyścigu jedziemy na prostej, do pokonania jest określona trasa. Zadaniem gracza jest zmiana biegów i uważanie na przeszkody: po boku ekranu znajduje się obrotomierz, gdy jego wskazówka (lub punkt pokazujący się na ekranie) przybiorą kolor zielony, należy zmienić bieg, aby uzyskać jak najlepszą prędkość. Gdy bieg zostanie zmieniony za szybko, tracimy prędkość, jeżeli nie zmienimy go w ogóle, doprowadzimy do uszkodzenia silnika, przez co zajmujemy ostatnie miejsce. Na trasie znajdują się różne przeszkody, jak samochody, barierki czy pociągi – mocniejsze zderzenie z czymkolwiek również wyklucza nas z gry
- drift – jazda na zamkniętym, krętym torze, standardowo wykonujemy wokół niego cztery okrążenia. Zadaniem gracza jest wykonywanie jak najdłuższych ślizgów, za co zdobywa się punkty
- lap knock-out – wyścig podobny do circuit, z tą różnicą, że po każdym okrążeniu odpada zawodnik, który zajmuje ostatnie miejsce
- sprint – wyścig z punktu A do punktu B – należy pokonać odcinek od startu do mety
- time trial – wyścig na czas: postawione zostaje nam kryterium czasowe, naszym zadaniem jest pokonanie trasy w określonym czasie. Za wygraną w tego typu wyścigach najczęściej możemy zainstalować jakąś unikatową część, oferowaną przez osobę rzucającą wyzwanie
- tournament – turniej, przeważnie przejeżdżamy z rzędu trzy trasy jednego z trybów, za które naliczane są punkty. Gracz musi tak rozegrać turniej, aby po ostatnim wyścigu posiadać największą liczbę punktów.

### Samochody i tuning
Maszynę do wyścigu wybrać można spośród kilkunastu samochodów, wzorowanych na realnych wozach. Na początku dostępnych jest ich tylko kilka, kolejne odblokowywane są w trakcie gry.
W samochodzie można wymienić np. silnik, skrzynię biegów, opony, układ paliwowy, hamulce, turbo, urządzenia redukujące wagę, zawieszenie. Wygląd może zostać zmieniony poprzez zmianę koloru poszczególnych części, spojler czy naklejki. W grze dostępny jest sprzęt wielu producentów, jednak osiągi auta są takie same.

## Ścieżka dźwiękowa
Podobnie jak w przypadku wcześniejszych części, ścieżka dźwiękowa gry zawiera utwory rockowe i hip-hopowe. Utwory zawierające przekleństwa zostały w grze ocenzurowane.
Utwory znajdujące się na ścieżce dźwiękowej gry:
1. Overseer – Doomsday
2. The Crystal Method – Born Too Slow
3. Rancid – Out of Control
4. Rob Zombie – Two-Lane Blacktop
5. BT – Kimosabe
6. Static-X – The Only
7. Element Eighty – Broken Promises
8. Asian Dub Foundation – Fortress Europe
9. Hotwire – Invisible
10. Story of the Year – And the Hero Will Drown
11. Andy Hunter – The Wonders of You
12. Junkie XL – Action Radius
13. Fuel – Quarter
14. Jerk – Sucked in
15. Fluke – Snapshot
16. lostprophets – Ride
17. Overseer – Supermoves
18. FC Kahuna – Glitterball
19. Blindside – Swallow
20. Lil Jon i Eastside Boyz – Get Low
21. Mystikal – Smashing the Gas (Get Faster)
22. Dilated Peoples – Who’s Who
23. Nate Dogg – Keep it Coming
24. X-ecutioners – Body Rock
25. Petey Pablo – Need for Speed
26. T.I. – 24’s

## Odbiór
Pomimo wielu błędów, przede wszystkim niskiego poziomu realizmu i drobnym niedopracowaniom, gra została ciepło przyjęta, zarówno przez recenzentów, jak i graczy. Po ukazaniu się wcześniejszej gry, Need for Speed: Hot Pursuit 2, zaczęto wysuwać twierdzenia, że seria upada: z symulatora wyścigów staje się „trywialną grą zręcznościową”, zarzucano jej właśnie zbytnie odbieganie od praw fizyki. Underground stał się dla serii przełomem: ci, którzy wcześniej porównywali ją do zręcznościówki, zachwycali się jazdą samochodem i jego nierealnymi osiągami.